# Liste der Monuments historiques in Escurolles
Die Liste der Monuments historiques in Escurolles führt die Monuments historiques in der französischen Gemeinde Escurolles auf.

## Liste der Bauwerke
| Bezeichnung                                     | Beschreibung                       | Standort | Kennzeichnung | Schutzstatus | Datum | Bild           |
| ----------------------------------------------- | ---------------------------------- | -------- | ------------- | ------------ | ----- | -------------- |
| Schloss (Fotos in der Base Mérimée)             | Erbaut ab 1457                     | (Lage)   | PA00093096    | Inscrit      | 1980  |                |
| Château des Granges (Fotos in der Base Mérimée) | Schloss, erbaut im 15. Jahrhundert | (Lage)   | PA00093097    | Inscrit      | 1983  |                |
| Kirche St-Cyr-Ste-Julitte                       | Erbaut im 11./12. Jahrhundert      | (Lage)   | PA00093098    | Inscrit      | 1927  | weitere Bilder |

## Liste der Objekte
- Monuments historiques (Objekte) in Escurolles in der Base Palissy des französischen Kultusministeriums